# OpenGL ES
OpenGL ES (z anglického OpenGL for Embedded Systems) je část OpenGL rozhraní (API) pro počítačové vykreslování 2D a 3D grafiky pro použití ve video hrách, typicky akcelerovaných za pomoci GPU. Je určen pro malé, vestavěné systémy, jako smartphony, tablety, herní konzole a osobní plánovače.
Toto API je použitelné v mnoha počítačových jazycích a na více platformách. Nepředstavuje ekvivalent k OpenGL API jako GLUT nebo GLU pro OpenGL ES. OpenGL ES je spravováno neziskovým technologickým konsorciem Khronos Group.

## Verze
Existuje několik verzí specifikací OpenGL ES. OpenGL ES 1.0 je postavena na roveň specifikace OpenGL 1.3, OpenGL ES 1.1 je definována vztahem ke specifikaci OpenGL 1.5 a OpenGL ES 2.0 je definována relativně ke specifikaci OpenGL 2.0. Tím je myšleno, že například nějaká aplikace napsaná pro Open GL ES 1.0 může být snadno přenesena na desktopovou OpenGL 1.3. OpenGL ES je zjednodušená verze tohoto API, a obrácený postup může a nemusí být úspěšný, v závislosti na použitých rysech API.
Rozdíly ve verzích OpenGL a OpenGL ES jsou potom například v podpoře pohyblivé řádové čárky, kdy OpenGL ES podporuje pouze pevnou řádovou čárku (celá čísla).

### OpenGL ES 1.0
OpenGL ES 1.0 obsahuje funkcionalitu hodně omezenou oproti originalnímu OpenGL API a jen trochu funkcionality je přidáno navíc. Jeden zřetelný rozdíl mezi OpenGL a OpenGL ES je ten, že OpenGL ES odstraňuje potřebu uzavírat volání OpenGL knihovny s glBegin a glEnd. Další výraznou změnou je, že sémantika základních vykreslovacích funkcí umožňuje volání s vertex poli a podporu pevné řádové čárky pro vertex souřadnice. Také byly přidány atributy pro podporu vestavěných (grafických) procesorů, které často postrádají FPU, jednotku pro počítání s desetinnými čísly. Mnoho dalších funkcí a vykreslovacích součástí bylo kvůli odlehčení ve verzi OpenGL ES odstraněno, včetně:
- čtyřúhelníkové a polygonální vykreslovací primitiva,
- polygonální a antialiased polygonál rendering není podporován, přestože vykreslování použitím multisamplingu je stále možné (raději než alpha border fragmenty),
- ARB_Image pixel class operace není podporována, ani bitmaps nebo 3D textures,
- několik komplikovaných vykreslovacích módů je eliminováno, včetně frontbufferu akumulačního bufferu. Bitmapové operace, speciálně kopírování jednotlivých pixelů není možné, ani evaluatory, ani (uživatelem) vybrané operace,
- display listy a zpětná vazba je odebrána, jako jsou push a pop operace pro stavové attributy,
- některé materiálové parametry byly odstraněny, včetně back-face parametrů a uživatelsky definovaných ořezávacích rovin.

### OpenGL ES 1.1
OpenGL ES 1.1 přidává například povinnou podporu pro multitexture, vylepšenou multitexturovou podporu (včetně slučovače a skalárního operace součinu textury), automatické generování mipmap, vertex buffer objects, stavové dotazy, uživatelských ořezávacích rovin, a větší možnosti co se týče vykreslování bodů.

### OpenGL ES 2.0
OpenGL ES 2.0 bylo zveřejněno v březnu 2007. Je zhruba na úrovni OpenGL 2.0, ale eliminuje většinu renderovacích pipeline s pevně nastavenou funkcí ve prospěch programovatelných funkcí podobně, jako v případě přechodu od OpenGL 3.0 to 3.1. Řízení průchodu ve shaderech je obecně omezeno na dopředné skoky a cykly, kde maximální počet průchodů může být snadno určen při překladu. Většina všech vykreslovaných vlastností transformační a osvětlovací fáze, jako je specifikace materiálu a světelných parametrů dříve stanovených pevnou funkce API, se nahrazují shadery napsaných grafickým programátorem. Výsledkem je, že OpenGL ES 2.0 není zpětně kompatibilní s OpenGL ES 1.1. Některé nekompatibility mezi desktopovou verzí OpenGL a OpenGL ES 2.0 zůstávají do OpenGL 4.1, kdy je přidáno rozšíření GL_ARB_ES2_compatibility.

### OpenGL ES 3.0
Specifikace OpenGL ES 3.0 byla zveřejněna v srpnu 2012. OpenGL ES 3.0 je zpětně kompatibilní s OpenGL ES 2.0, umožňuje aplikacím postupně přidávat nové vizuální vlastnosti do aplikací. OpenGL 4.3 poskytuje plnou kompatibilitu s OpenGL ES 3.0.
Nové funkce ve specifikaci OpenGL ES 3.0 zahrnují:
- několikanásobná rozšíření ve vykreslovací pipeline pro umožnění akcelerace pokročilých vizuálních efektů včetně: occlusion queries, transform feedback, instanced rendering a podpora pro čtyři nebo více vykreslovaných objektů,
- vysoce kvalitní ETC2 / EAC komprese textur jako standard, eliminující potřebu odlišného souboru textur for each platform,
- nová verze GLSL ES shader jazyka[8] s plnou podporou pro celočíselné a desetinné operace v jednoduché přesnosti (32 bit),
- velice rozšířené functionality pro texturování, včetně garantované podpory pro desetinné textury, 3D textury, depth textury, vertex textury, NPOT textury, R/RG textury, immutable textury, 2D pole textur, swizzles, LOD a mip level clamps, bezešvé cube maps a sampler objekty,
- rozšiřující soubor vyžadovaných, explicitně určené textury a render-buffer formáty, redukující implementační variabilitu a usnadňující psaní mobilních aplikací.

### OpenGL ES 3.1
Specifikace OpenGL ES 3.1 byla zveřejněna v březnu 2014. OpenGL ES 3.1 je zpětně kompatibilní s OpenGL ES 2.0 a OpenGL ES 3.0, poskytuje funkce odlehčeného Open GL 4.4 z desktopového prostředí.
Nové funkce ve specifikaci OpenGL ES 3.1 zahrnují:
- zavedení výpočetních shaderů – applikace mohou použít GPU k provádění výpočetních úloh, úzce spojených s grafickým vykreslováním. Výpočetní shadery jsou napsány v GLSL ES výpočetním jazyce, a mohou sdílet data s grafickou pipeline[11];
- oddělené objekty shaderů – applikace mohou programovat vertex a fragment shader stupně GPU nezávisle, a mohou střídat a srovnávat vertex a fragment programy bez explicitního spojovacího kroku;
- nepřímé vykreslovací příkazy – GPU může být zadáno zpracovat vykreslovací příkazy z jeho paměti raději, než čekat na příkazy z CPU. Toto umožňuje například výpočetní shader běžící na GPU k provádění fyzikální simulace a potom generování vykreslovacích příkazů nezbytných pro zobrazení jejich výsledků, bez intervence CPU;
- vylepšená texturovací funkcionalita – zahrnující multisample textury, stencil textury, a texture gather;
- vylepšení jazyka shaderů – nové aritmetické a bitové operace, a vlastnosti umožňující moderní styl programování shaderů;
- volitelná rozšíření – per-sample shading, pokročilé blending módy, a tak dále.

## Použití platformy v systémech

### OpenGL ES 1.0
OpenGL ES 1.0 přidal oficiální 3D grafické API do operačních systémů Android a Symbian, podobně jako do QNX Je podporován i v PlayStation 3 jako jedno z oficiálních grafických rozhraní (API) za použití Nvidia's Cg místo GLSL. PlayStation 3 také podporuje několik vlastností z verze OpenGL ES 2.0.

### OpenGL ES 1.1
Verze 1.1 OpenGL ES je podporována:
- Android 1.6
- Apple iOS pro iPad, iPhone, a iPod Touch
- RIM's BlackBerry 5.0 operační systém série[17] (pouze BlackBerry Storm 2, BlackBerry Curve 8530 a pozdější modely mající potřebný hardware[18])
- BlackBerry PlayBook
- BlackBerry BB10
- Palm webOS, za použití Plug-in Development Kit[19]
- Nintendo 3DS[20]

### OpenGL ES 2.0
Verze 2.0 OpenGL ES je podporována:
- Platformou Android počínaje Androidem 2.0 za pomoci NDK a v Android 2.2 za pomoci Javy[21]
- Apple iOS 5 a pozdější v iPad, iPad Mini, iPhone 3GS a pozdějším, a iPod Touch 3. generace a pozdější
- BlackBerry zařízení s BlackBerry OS 7.0 a Blackberry 10, stejně jako BlackBerry PlayBook
- Google Native Client
- Různé Nokia telefony (jako jsou například na Symbian^3 založená Nokia N8 a na Maemo založená Nokia N900[22])
- Palm webOS, za použití Plug-in Development Kitu[19]
- Pandora console
- Raspberry Pi
- Různé Samsung mobilní telefony (jako například Wave)
- Web prohlížeče (WebGL)
- Ouya hrací konsole
- GCW-Zero konsole

### OpenGL ES 3.0
Verze 3.0 OpenGL ES je podporována:
- Operačním systémem Android počínaje verzí 4.3, na zařízeních s příslušným hardwarem a jeho ovladači hardwaru, zahrnující:
  - Nexus 7 (2013)
  - Nexus 4
  - Nexus 5
  - Nexus 10
  - HTC Butterfly S
  - HTC One/One Max
  - LG G2
  - LG G Pad 8.3
  - Samsung Galaxy S4 (Snapdragon verze)
  - Samsung Galaxy Note 3
  - Samsung Galaxy Note 10.1 (2014 Edition)
  - Sony Xperia Z/Xperia Z Ultra
  - Sony Xperia Z1
  - Sony Xperia Tablet Z

- iOS počínaje verzí 7, na zařízeních:
  - iPhone 5S[23]
  - iPad Air
  - iPad mini with Retina display

- BlackBerry
  - BlackBerry 10 OS verze 10.2 v BlackBerry Z30.

Podporováno některými posledními verzemi následujících GPU:
Khronos Products

- Mali T6xx série (Android, Linux, Windows 7)
- Adreno 3xx a 4xx série (Android, Windows Phone 8, Windows RT)
- PowerVR Series6 (iOS, Linux)
- Vivante (Android, OS X 10.8.3, Windows 7)
- NVIDIA (Android, Linux, Windows 7)
- Intel (Linux)

### OpenGL ES 3.1
Verze 3.1 OpenGL ES je podporována:
- Operačním systémem Linux, Windows, Android od verze 5.0[24] a vyšších, na zařízeních s příslušným hardwarem a jeho ovladači hardwaru, zahrnující:
  - Samsung Galaxy S5 Broadband LTE-A[25][26]

Verzi 3.1 OpenGL ES jsou připravena podporovat poslední verze některých grafických procesorů ARM Mali, konkrétně například Raspberry Pi - model 4 "B".

### OpenGL ES 3.2
NVidia vydala ovladače k OpenGL ES 3.2.